# Nakba
Nakba (arabisk: النكبة, "katastrofen") er den arabiske benævnelse på fordrivelsen af palæstinenserne i forbindelse med den arabisk-israelske krig 1948 og oprettelsen af staten Israel. Den 14. maj blev den israelske uafhængighedserklæring offentliggjort, og denne dato er derfor udgangspunktet for Israels nationaldag, kaldet Yom Ha'atzmaut. Den efterfølgende dag, den 15. maj, regnes for årsdagen for Nakba og er en central mindedag i den palæstinensiske bevidsthed.

## Baggrund
Der havde i adskillige år været spændinger og også voldelige sammenstød mellem palæstinensere og jøder i det britiske mandatområde Palæstina. I november vedtog FN's generalforsamling en delingsplan for Palæstina, som den zionistiske ledelse accepterede, men som palæstinenserne og de arabiske nabolande afviste. I de efterfølgende måneder op til den britiske tilbagetrækning fra Palæstina 14. maj 1948 var der en borgerkrigslignende tilstand i landet mellem palæstinensiske og jødiske militser. I begyndelsen var arabiske styrker i offensiven, men lykkedes ikke med at overtage områder, der var under jødisk kontrol.

## Forløb
I marts 1948 udarbejdede Haganah den såkaldte Plan D (Plan Dalet), der skulle etablere jødisk kontrol over et stort sammenhængende område i Palæstina. Fra 2. april blev planen iværksat, hvilket indebar angreb på en række arabiske landsbyer, hvoraf flere efterfølgende blev tilintetgjort. Den 9. april blev landsbyen Deir Yassin angrebet. Her trængte den ekstremistiske jødiske gruppe Irgun ind i byen og dræbte mere end 100 af dens indbyggere. Landsbyen var militært uden betydning, men massakren i Deir Yassin fik meget stor politisk betydning, da angrebet blev brugt i propagandaen fra begge sider. Der spredte sig panik i alle dele af det palæstinensiske samfund. Arabiske radiostationer i nabolandene opfordrede palæstinenserne til at flygte. I de næste et til to år fandt flere massakrer sted, hundredvis af landsbyer blev brændt ned, og mere end 700.000 palæstinensere flygtede eller blev fordrevet. Dermed forsvandt en historisk forankret arabisk kultur fra området. 85-90 % af de palæstinensere, der havde boet indenfor det, der efter 1948-krigen blev til Israel, var der ikke længere ved krigens afslutning. Begivenheden blev definerende for flygtningenes fremtid og den palæstinensiske nationale identitet. Mange af de flygtede eller fordrevne palæstinensere endte i store palæstinensiske flygtningelejre i de arabiske nabolande, hvor millioner fortsat lever i dag.